# Marathon City
Marathon City è un villaggio degli Stati Uniti d'America, situato in Wisconsin, nella contea di Marathon.